# Moggio Udinese
Moggio Udinese – miejscowość i gmina we Włoszech, w regionie Friuli-Wenecja Julijska, w prowincji Udine.
Według danych na rok 2004 gminę zamieszkiwało 2090 osób, 14,5 os./km².